# Sabinus van Catania

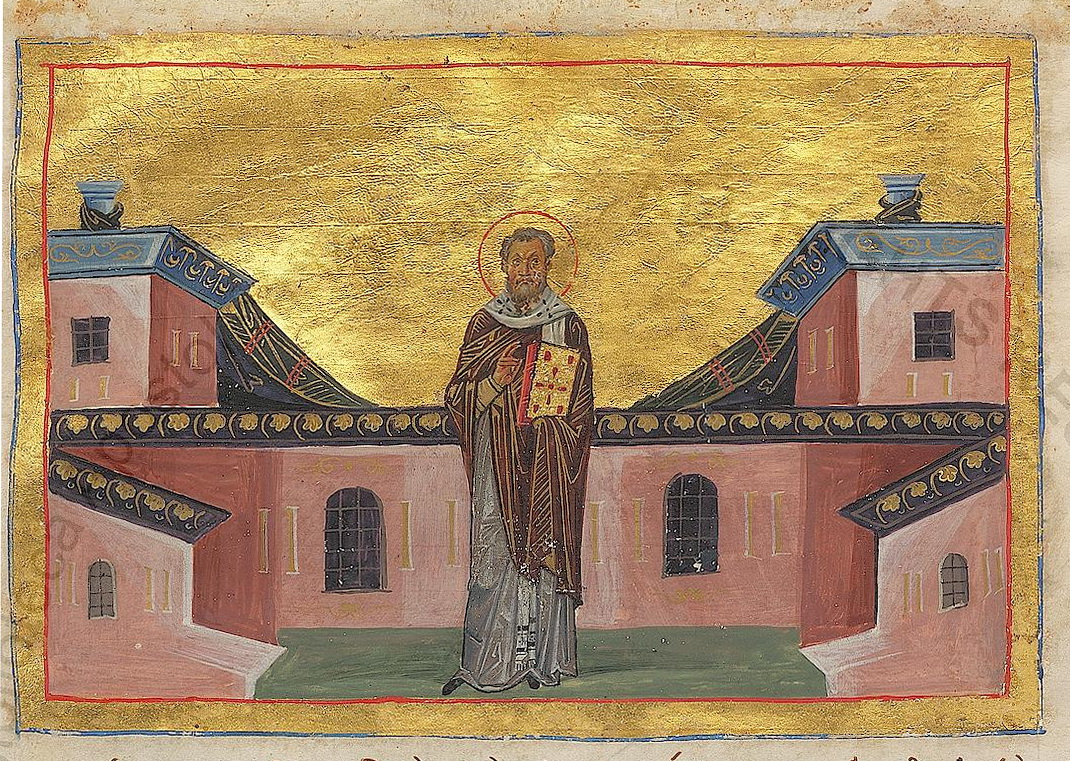
Sabinus, bisschop van Catania

Sabinus van Catania (Thema Sicilië, 8e eeuw – Zafferana Etnea, 15 oktober 760), bijgenaamd de Wonderbaarlijke, was bisschop van Catania in Sicilië in de loop van de 8e eeuw. Volgens een officiële lijst van het bisdom was hij de zestiende bisschop van Catania. Hij volgde de Byzantijnse liturgie.
Sicilië was op dat moment een thema of militair district van het Byzantijnse Rijk. Het kende regelmatig invallen van Noord-Afrikaanse moslims. Bisschop Sabinus hield zich bezig met liefdadigheid en minder met bestuur. Op zekere dag gaf Sabinus onder druk de bisschopstroon op en hij begon een leven als kluizenaar op de hellingen van de Etna. Sabinus leefde er met enkele volgelingen. Hij stierf in Zafferana Etnea in de buurt van Catania volgens kroniekschrijvers.
Sabinus wordt sindsdien vereerd als heilige in de Roomse Kerk en de Grieks-Orthodoxe Kerk.